# Exsultet
(Wolfgang Amadeus Mozart)

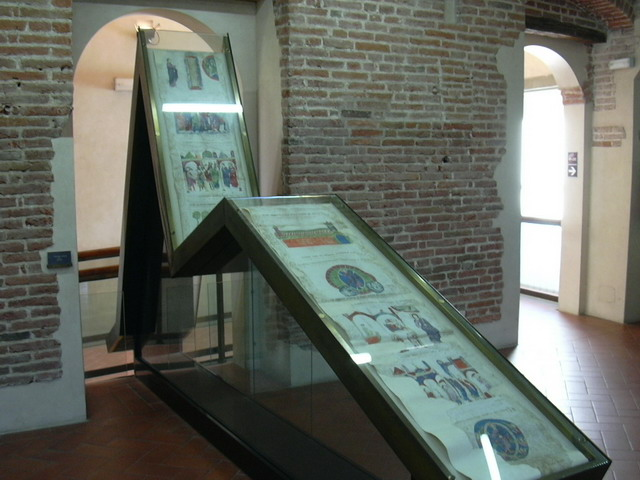
Exsultet nel museo dell'Opera del Duomo di Pisa (1200 circa).

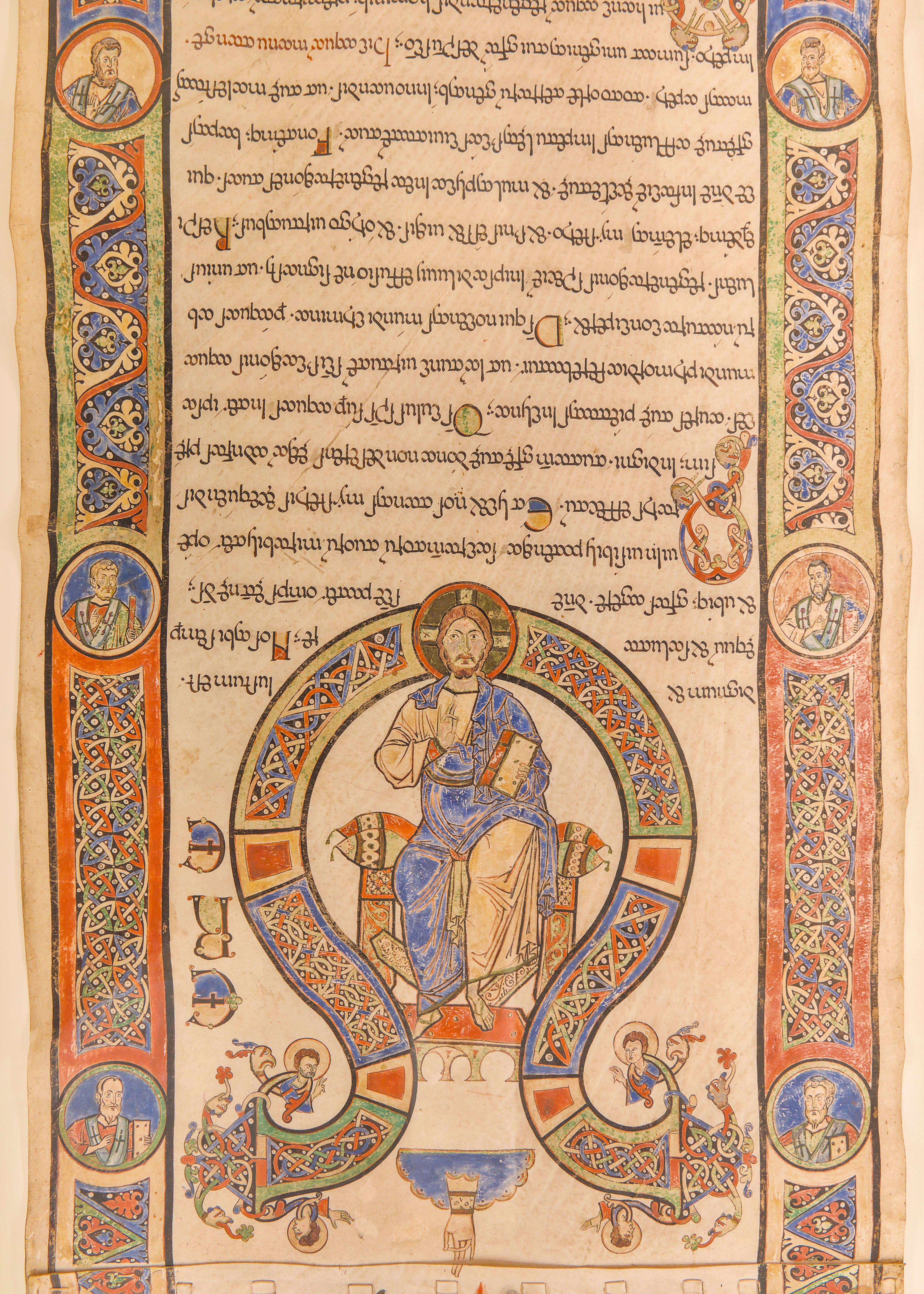
Exultet nel museo del Duomo di Bari.

L'Exsultet (o Exultet: così era scritto nei Messali prima del 1920) è un canto liturgico proprio della Chiesa cattolica che viene cantato la notte di Pasqua nella solenne Veglia pasquale, da un diacono o un cantore. Con esso si proclama la vittoria della luce sulle tenebre, simbolizzata dal cero pasquale che viene acceso, e annuncia la risurrezione di Cristo e il declamante invita tutta l'assemblea a gioire per il compiersi della profezia del mistero pasquale, ripercorrendo nel canto i prodigi della storia della salvezza.
Dal punto di vista stilistico si tratta di un preconio, ovvero, secondo l'etimologia latina di praeconium (da praeco -onis, «banditore»), di un testo poetico di annuncio solenne o di encomio e lode solenne. Per questo motivo viene chiamato anche preconio pasquale (praeconium paschale) o laus cerei. Il testo è suddiviso in due parti:
- un prologo, comune a tutte le versioni;
- un prefazio che varia secondo la tradizione romana, ambrosiana o beneventana.

Prende il nome di Exsultet anche il lungo rotolo di pergamena che il diacono o il cantore faceva scorrere giù dal pulpito mentre ne narrava il contenuto. Il manoscritto è composto di due parti, una scritta, letta dal celebrante o dal chierico, e una illustrata con figure simboliche, disposte al contrario per poter essere seguite dai fedeli durante la lettura. Nella stesura del testo è molto enfatizzata la "E" iniziale, maiuscola, tra i cui "bracci" è spesso scritto il resto della parola.

## Descrizione
La caratteristica di questo strumento di divulgazione del culto religioso sta nel fatto che il testo è scritto nel senso di lettura del cantore, mentre le immagini miniate che precedono ciascuna "quartina" sono incise (e poi dipinte), sullo stesso lato del rotolo, ma nel verso opposto a quello della parte scritta. In tal modo, mentre la pergamena veniva fatta scorrere giù dal pulpito, anche i fedeli che non conoscevano il latino colto potevano seguire la storia vedendo le illustrazioni, quasi l'Exsultet fosse come un moderno fumetto. L'efficacia di questo metodo è tuttavia piuttosto discutibile, e in ogni caso i rotoli più recenti (come quelli conservati nella concattedrale di Troia) non presentano il ribaltamento testo/immagine.
Altra caratteristica che si rileva in alcuni Exsultet, come quelli che si custodiscono a Bari, è quella di riportare, tra le righe del testo, annotazioni "a neumi", relative alla musica che il declamante deve eseguire nel corso della celebrazione. Non si tratta di vere e proprie note su pentagramma, ma sicuramente ne costituivano un precursore importante: si trattava di notazioni adiastematiche, cioè note senza rigo, in uso sin dal VI secolo, che consistevano in semplici segni, i quali indicavano lo spostamento dell'altezza da effettuare per l'intonazione dei suoni. Questo tipo di notazione accompagnerà la tradizione gregoriana per molto tempo, fino a quando non sarà sostituita molto più tardi (XII secolo) dalle note a forma di "punto quadrato" sulle righe del tetragramma.
Di questi rotoli ne esistono in tutto nel mondo oltre trenta, ma solo 28 di questi sono da definirsi propriamente Exsultet, in quanto incominciano con questa parola e descrivono la liturgia che si celebra durante la Veglia Pasquale.
Nonostante i quasi 1000 anni che ci separano dalla creazione di questi rotoli liturgici, la loro datazione risulta essere piuttosto precisa. Essa è infatti facilmente riconducibile all'epoca di appartenenza dei personaggi storici in essi raffigurati e salutati nella parte finale del testo. In effetti, conoscendo il periodo in cui essi hanno ricoperto cariche pubbliche, civili o religiose che siano, è facilmente ricavabile, con soli pochissimi anni di incertezza, l'epoca dell'esecuzione.
In alcuni casi, inoltre, si è osservato che, allo scopo di riutilizzare il rotolo anche dopo il passaggio di consegne tra vecchi e nuovi amministratori, il testo scritto presenta delle abrasioni o cancellature sul nome del predecessore e a margine viene indicato il nome dell'ufficiale in carica.
Questi oggetti del culto religioso, tanto preziosi sia per la vetustà sia per i materiali e la delicatezza dei tratti delle miniature che illustrano il contenuto dei testi, necessitano di particolarissime cure per la loro conservazione ottimale.
Infatti la "pergamena" non è altro che pelle di pecora sottoposta a specifici trattamenti e per un rotolo ne erano necessarie almeno 30, che venivano "cucite" tra di loro mediante sottili fettucce (non più di 4–5 mm), anch'esse di pelle di pecora, chiaramente visibili e "miracolosamente" intatte, nonostante i quasi mille anni trascorsi, all'unione di due "fogli" di pergamena contigui, all'uopo sufficientemente accavallati (almeno 5–6 cm) per consentire il particolare tipo di legatura. La particolare preparazione dei fogli consentiva, inoltre, l'apposizione dei tratti pittorici oltre che del testo.
Pertanto gli Exsultet sono conservati in teche in legno coperte da cristallo, il più possibile isolati dall'ambiente esterno per impedire all'umidità (ivi compresa quella derivante dalla traspirazione fisiologica dei numerosi gruppi di visitatori nelle sale in cui sono esposti) di intaccare i fragili strati pittorici e, per lo stesso motivo, essi devono essere tenuti al buio e illuminati, con particolari corpi illuminanti a non più di 50 lumen, solo nei momenti in cui sono in atto le visite.

## Versioni
Si conoscono numerose versioni, sia testuali sia musicali. Se ne hanno testimonianze sin dalla fine del IV secolo, benché il testo si sia consolidato e uniformato nell'attuale versione solo nella seconda metà del XII secolo da papa Innocenzo III.
Oltre alla versione del rito romano, ne esistono anche una versione di rito ambrosiano, composta presumibilmente verso il V-VI secolo, anche se si hanno fonti certe solo dall'XI secolo, e una versione di rito bizantino, della quale sono mirabilmente conservati ben tre esemplari risalenti all'XI secolo nel museo diocesano di Bari. Il più antico di essi, denominato come Exsultet 1, è datato tra il 1025 e il 1030 e misura in lunghezza 525 cm.

### Rito romano

#### Testo latino
Exsultet iam angelica turba caelorum:

exsultent divina mysteria:

et pro tanti Regis victoria tuba insonet salutaris.

Gaudeat et tellus tantis irradiata fulgoribus:

et, aeterni Regis splendore illustrata,

totius orbis se sentiat amisisse caliginem.

Laetetur et mater Ecclesia,

tanti luminis adornata fulgoribus:

et magnis populorum vocibus haec aula resultet.

Quapropter astantes vos, fratres carissimi,

ad tam miram huius sancti luminis claritatem,

una mecum, quaeso,

Dei omnipotentis misericordiam invocate.

Ut, qui me non meis meritis

intra Levitarum numerum dignatus est aggregare,

luminis sui claritatem infundens,

cerei huius laudem implere perficiat.

Vers. Dominus vobiscum.

Resp. Et cum spiritu tuo.

Vers. Sursum corda.

Resp. Habemus ad Dominum.

Vers. Gratias agamus Domino Deo nostro.

Resp. Dignum et iustum est.

Vere dignum et iustum est,

invisibilem Deum Patrem omnipotentem

Filiumque eius unigenitum,

Dominum nostrum Iesum Christum,

toto cordis ac mentis affectu et vocis ministerio personare.

Qui pro nobis aeterno Patri Adae debitum solvit,

et veteris piaculi cautionem pio cruore detersit.

Haec sunt enim festa paschalia,

in quibus verus ille Agnus occiditur,

cuius sanguine postes fidelium consecrantur.

Haec nox est,

in qua primum patres nostros, filios Israel

eductos de Aegypto,

Mare Rubrum sicco vestigio transire fecisti.

Haec igitur nox est,

quae peccatorum tenebras columnae illuminatione purgavit.

Haec nox est,

quae hodie per universum mundum in Christo credentes,

a vitiis saeculi et caligine peccatorum segregatos,

reddit gratiae, sociat sanctitati.

Haec nox est,

in qua, destructis vinculis mortis,

Christus ab inferis victor ascendit.

Nihil enim nobis nasci profuit,

nisi redimi profuisset.

O mira circa nos tuae pietatis dignatio!

O inaestimabilis dilectio caritatis:

ut servum redimeres, Filium tradidisti!

O certe necessarium Adae peccatum,

quod Christi morte deletum est!

O felix culpa,

quae talem ac tantum meruit habere Redemptorem!

O vere beata nox,

quae sola meruit scire tempus et horam,

in qua Christus ab inferis resurrexit!

Haec nox est, de qua scriptum est:

Et nox sicut dies illuminabitur:

et nox illuminatio mea in deliciis meis.

Huius igitur sanctificatio noctis fugat scelera, culpas lavat:

et reddit innocentiam lapsis

et maestis laetitiam.

Fugat odia, concordiam parat

et curvat imperia.

In huius igitur noctis gratia, suscipe, sancte Pater,

laudis huius sacrificium vespertinum,

quod tibi in hac cerei oblatione sollemni,

per ministrorum manus

de operibus apum, sacrosancta reddit Ecclesia.

Sed iam columnae huius praeconia novimus,

quam in honorem Dei rutilans ignis accendit.

Qui, licet sit divisus in partes,

mutuati tamen luminis detrimenta non novit.

Alitur enim liquantibus ceris,

quas in substantiam pretiosae huius lampadis

apis mater eduxit.

O vere beata nox,

in qua terrenis caelestia, humanis divina iunguntur!

Oramus ergo te, Domine,

ut cereus iste in honorem tui nominis consecratus,

ad noctis huius caliginem destruendam,

indeficiens perseveret.

Et in odorem suavitatis acceptus,

supernis luminaribus misceatur.

Flammas eius lucifer matutinus inveniat:

Ille, inquam, lucifer, qui nescit occasum:

Christus Filius tuus,

qui, regressus ab inferis, humano generi serenus illuxit,

et tecum vivit et regnat in saecula saeculorum.

Resp. Amen.

#### Testo italiano
Esulti il coro degli angeli, 

esulti l'assemblea celeste: 

un inno di gloria saluti il trionfo del Signore risorto. 

Gioisca la terra inondata da così grande splendore; 

la luce del Re eterno ha vinto le tenebre del mondo. 

Gioisca la madre Chiesa, splendente della gloria del suo Signore, 

e questo tempio tutto risuoni 

per le acclamazioni del popolo in festa. 

E voi, fratelli carissimi, 

qui radunati nella solare chiarezza di questa nuova luce, 

invocate con me la misericordia di Dio onnipotente. 

Egli che mi ha chiamato, senza alcun merito, 

nel numero dei suoi ministri, irradi il suo mirabile fulgore, 

perché sia piena e perfetta la lode di questo cero.

Il Signore sia con voi.

E con il tuo spirito.

In alto i nostri cuori.

Sono rivolti al Signore.

Rendiamo grazie al Signore, nostro Dio.

È cosa buona e giusta.

È veramente cosa buona e giusta 

esprimere con il canto l'esultanza dello spirito, 

e inneggiare al Dio invisibile, Padre onnipotente, 

e al suo unico Figlio, Gesù Cristo nostro Signore.

Egli ha pagato per noi all'eterno Padre il debito di Adamo, 

e con il sangue sparso per la nostra salvezza 

ha cancellato la condanna della colpa antica. 

Questa è la vera Pasqua, in cui è ucciso il vero Agnello, 

che con il suo sangue consacra le case dei fedeli. 

Questa è la notte in cui hai liberato i figli di Israele, nostri padri, 

dalla schiavitù dell'Egitto, 

e li hai fatti passare illesi attraverso il Mar Rosso. 

Questa è la notte in cui hai vinto le tenebre del peccato 

con lo splendore della colonna di fuoco. 

Questa è la notte che salva su tutta la terra i credenti nel Cristo 

dall'oscurità del peccato e dalla corruzione del mondo, 

li consacra all'amore del Padre 

e li unisce nella comunione dei santi. 

Questa è la notte in cui Cristo, spezzando i vincoli della morte,

risorge vincitore dal sepolcro.

Nessun vantaggio per noi essere nati, se lui non ci avesse redenti.

O immensità del tuo amore per noi! O inestimabile segno di bontà: 

per riscattare lo schiavo, hai sacrificato il tuo Figlio! 

Davvero era necessario il peccato di Adamo, 

che è stato distrutto con la morte del Cristo. 

Felice colpa, che meritò di avere un così grande redentore! 

O notte beata, tu sola hai meritato di conoscere 

il tempo e l'ora in cui Cristo è risorto dagli inferi. 

Di questa notte è stato scritto: la notte splenderà come il giorno, 

e sarà fonte di luce per la mia delizia. 

Il santo mistero di questa notte sconfigge il male, 

lava le colpe, restituisce l'innocenza ai peccatori, 

la gioia agli afflitti. 

Dissipa l'odio, piega la durezza dei potenti,

promuove la concordia e la pace.

O notte veramente gloriosa, 

che ricongiunge la terra al cielo e l'uomo al suo creatore!

In questa notte di grazia accogli, Padre santo, il sacrificio di lode, 

che la Chiesa ti offre per mano dei suoi ministri, 

nella solenne liturgia del cero,

frutto del lavoro delle api, simbolo della nuova luce.

Riconosciamo nella colonna dell'Esodo

gli antichi presagi di questo lume pasquale 

che un fuoco ardente ha acceso in onore di Dio. 

Pur diviso in tante fiammelle non estingue il suo vivo splendore, 

ma si accresce nel consumarsi della cera 

che l'ape madre ha prodotto 

per alimentare questa preziosa lampada.

Ti preghiamo, dunque, Signore, che questo cero, 

offerto in onore del tuo nome 

per illuminare l'oscurità di questa notte, 

risplenda di luce che mai si spegne. 

Salga a te come profumo soave, 

si confonda con le stelle del cielo. 

Lo trovi acceso la stella del mattino, 

questa stella che non conosce tramonto: 

Cristo, tuo Figlio, che risuscitato dai morti 

fa risplendere sugli uomini la sua luce serena 

e vive e regna nei secoli dei secoli.

Amen.

### Rito ambrosiano
L'Exsultet ambrosiano, tuttora in uso nella veglia pasquale ambrosiana, sebbene nel Messale ambrosiano italiano compaia oggi in una redazione abbreviata, è di paternità incerta e viene ritenuto composto a cavallo tra il V secolo e il VI, sebbene il più antico testimone sia costituito dal sacramentarium Bergomense, datato alla fine del IX secolo o agli inizi del X.
Il testo si apre con un ampio e solenne invitatorio: Exsultet iam angelica turba caelorum (esultino i cori degli angeli), concluso dall'Amen dei fedeli: è una convocazione universale alla gioia per celebrare degnamente la Pasqua del Signore, nella quale, in crescendo, tutti gli esseri del cielo e della terra (gli angeli, la terra, la Chiesa, l'assemblea celebrante) sono invitati a unirsi all'esultanza per la vittoria di Cristo, il «più grande dei re».
All'invitatorio fa seguito, introdotto da un dialogo e da un incipit analoghi a quelli che precedono il prefazio, un rendimento di grazie particolarmente sviluppato (Vere dignum et iustum est: è veramente cosa buona e giusta) diviso in due/tre parti, che si concludono con un nuovo Amen da parte dei fedeli. La prima sezione, che termina con le parole Nobis in veritate proveniunt (oggi per noi si avverano in Cristo), è una contemplazione della Pasqua-passione di Cristo, vero agnello pasquale; la seconda sezione, che va da Ecce iam ignis (ecco: in questa notte beata la colonna di fuoco) fino al termine, riflette sulla notte pasquale come sintesi del «mistero della salvezza», comunicata ai credenti nei sacramenti del Battesimo e dell'Eucaristia.
La parte terminale del rendimento di grazie, sebbene oggi a seguito della riforma postconciliare, non vi sia più effettiva corrispondenza tra la successione presentata dal testo e la liturgia della veglia, commenta pertanto la struttura celebrativa della veglia, le cui quattro parti (riti lucernali, annuncio pasquale, liturgia battesimale, liturgia eucaristica) costituiscono il compimento tipologico di «preannunzi e fatti profetici di vari millenni».

#### Testo latino
Exsultet iam angelica turba caelorum;

exsultent divina mysteria,

et pro tanti regis victoria

tuba intonet salutaris.

Gaudeat se tot tellus irradiata fulgoribus,

et, aeterni regis splendore lustrata,

totius orbis sentiat amisisse caliginem.

Laetetur et mater Ecclesia,

tanti luminis adornata fulgore,

et magnis populorum vocibus haec aula resultet.

Quapropter, astantibus vobis, fratres carissimi,

ad tam miram sancti huius luminis claritatem,

una mecum, quaeso,

Dei omnipotentis misericordiam invocate,

ut qui me non meis meritis

intra levitarum numerum dignatus est aggregare,

luminis sui gratiam infundendo,

cerei huius laudem implere praecipiat.

Praestante Domino nostro Iesu Christo Filio suo,

secum vivente atque regnante Deo,

in unitate Spiritus sancti

per omnia saecula saeculorum

R/. Amen.

V/. Dominus vobiscum.

R/. Et cum spiritu tuo.

V/. Sursum corda.

R/. Habemus ad Dominum.

V/. Gratias agamus Domino Deo nostro.

R/. Dignum et iustum est.

Dignum et iustum est,

vere quia dignum et iustum est, aequum et salutare

nos tibi semper, hic et ubique, gratias agere,

Domine sancte Pater, omnipotens aeterne Deus.

Qui populorum pascha cunctorum,

non pecudum cruore nec adipe,

sed Unigeniti tui, Domini nostri Iesu Christi,

sanguine corporeque dicasti,

ut, supploso ritu gentis ingratae,

legi gratia succederet,

et una victima, per semetipsam tuae maiestati semel oblata,

mundi totius expiaret offensam.

Hic est Agnus lapideis praefiguratus in tabulis,

non abductus e gregibus,

sed evectus e caelo;

nec pastore indigens, sed Pastor bonus ipse tantummodo;

qui animam suam pro suis posuit ovibus et rursus assumpsit,

ut nobis et humilitatem divina dignatio

et spem resurrectio corporalis ostenderet.

Qui coram tondente se non vocem queruli balatus emisit,

sed evangelico proclamavit oraculo, dicens:

Amodo videbitis Filium hominis sedentem ad dexteram maiestatis.

Ipse nobis et te reconciliat, Pater omnipotens,

et pari tecum maiestate fultus indulget.

Nam, quae patribus in figura contingebant,

nobis in veritate proveniunt.

Ecce iam ignis columna resplendet,

quae plebem Domini beatae noctis tempore

ad salutaria fluenta praecedat,

in quibus persecutor mergitur,

et Christi populus liberatus emergit.

Nam, sancti Spiritus unda conceptus,

per Adam natus ad mortem,

per Christum regignitur ad vitam.

Solvamus igitur voluntarie celebrata ieiunia,

quia pascha nostrum immolatus est Christus;

Nec solum corpore epulemur Agni,

sed etiam inebriemur et sanguine.

Huius enim tantummodo cruor

non creat piaculum bibentibus, sed salutem.

Ipso quoque vescamur et azymo,

quoniam non de solo pane vivit homo,

sed de omni Verbo Dei.

Siquidem hic est panis, qui descendit e caelo,

longe praestantior illo quondam mannae imbre frugifluo,

quo tunc Israel epulatus interiit.

Hoc vero qui vescitur corpore,

vitae perennis possessor existit.

Ecce vetera transierunt, facta sunt omnia nova.

Nam circumcisionis Mosaicae mucro iam scabruit,

et Iesu Nave acuta lapidum obsolevit asperitas,

Christi vero populus insignitur fronte, non inguine;

lavacro, non vulnere;

chrismate, non cruore.

Decet ergo in hoc Domini Salvatoris nostri

vespertinae resurrectionis adventu

[ceream nos adolere pinguedinem,

cui suppetit candor in specie,

suavitas in odore,

splendor in lumine;

quae nec marcescenti liquore defluit,

nec offensam tetri nidoris exhalat.

Quid enim magis accommodum, magisque festivum,

quam Iesseico flori floreis excubemus et tedis?

Praesertim cum et Sapientia de semetipsa cecinerit:

Ego sum flos agri et lilium convallium.

Ceras igitur nec pinus exusta desudat,

nec crebris sauciata bipennibus cedrus illacrimat,

sed est illis arcana de virginitate creatio;

et ipsae transfiguratione nivei candoris albescunt.

Eandem vero papyrum liquida fontis unda producit,

quae instar insontis animae

nullis articulatur sinuata compagibus,

sed, virginali circumsepta materie,

fit hospitalis ignibus, alumna rivorum.

Decet ergo adventum Sponsi

dulciatis Ecclesiae luminaribus opperiri,

Et largitatem sanctitatis acceptam,

quanta valet devotionis dote pensare,

nec sanctas interpolare tenebris excubias,

sed] tedam sapienter perpetuis praeparare luminibus,

ne, dum oleum candelis adiungitur,

adventum Domini tardo prosequamur obsequio,

qui certe in ictu oculi, ut coruscus, adveniet.

Igitur in huius diei vespere

cuncta venerabilis sacramenti plenitudo colligitur,

et, quae diversis sunt praefigurata vel gesta temporibus,

huius noctis curriculo devoluta supplentur.

Nam primum hoc vespertinum lumen,

sicut illa dux magorum stella, praecedit.

Deinde mysticae regenerationis unda subsequitur,

velut, dignante Domino, fluenta Iordanis.

Tertio resurrectionem Christi

vox apostolica sacerdotis annuntiat.

Tum ad totius mysterii supplementum

Christo vescitur turba fidelium.

Quae summi sacerdotis et antistitis tui Ambrosii

oratione sanctificata vel meritis,

resurrectionis dominicae diem,

Christo in omnibus prosperante, suscipiat.

Per bonum et benedictum Filium tuum

Dominum nostrum Iesum Christum,

cum quo beatus vivis et regnas Deus,

in unitate Spiritus Sancti

per omnia saecula saeculorum.

R/. Amen.

#### Testo italiano
Esultino i cori degli angeli,

esulti l'assemblea celeste.

Per la vittoria del più grande dei re,

le trombe squillino

e annuncino la salvezza.

Si ridesti di gioia la terra

inondata da nuovo fulgore;

le tenebre sono scomparse,

messe in fuga dall'eterno Signore della luce.

Gioisca la Chiesa madre nostra,

irradiata di vivo splendore,

e questo tempio risuoni

per le acclamazioni del popolo in festa.

Ci assista Cristo Gesù, nostro Signore e nostro Dio,

che vive e regna con il Padre, nell’unità dello Spirito Santo,

per tutti i secoli dei secoli.

R/. Amen.

V/. Il Signore sia con voi.

R/. E con il tuo spirito.

V/. In alto i nostri cuori.

R/. Sono rivolti al Signore.

V/. Rendiamo grazie al Signore, nostro Dio.

R/. È cosa buona e giusta.

È veramente cosa buona e giusta,

nostro dovere e fonte di salvezza,

rendere grazie sempre, qui e in ogni luogo,

a te, Signore, Padre santo, Dio onnipotente ed eterno.

Tu hai consacrato la Pasqua per tutte le genti

senza immolazione di pingui animali,

ma con il Corpo e il Sangue di Cristo,

tuo Figlio unigenito.

Hai lasciato cadere i riti del popolo antico

e la tua grazia ha superato la legge.

Una vittima sola

ha offerto se stessa alla tua grandezza,

espiando una volta per sempre

il peccato di tutto il genere umano.

Questa vittima è l’Agnello

prefigurato dalla legge antica;

non è scelto dal gregge,

ma inviato dal cielo.

Al pascolo nessuno lo guida,

poiché egli stesso è il pastore.

Con la morte e con la risurrezione

alle pecore tutto si è donato

perché l’umiliazione del Figlio di Dio

ci insegnasse la mitezza di cuore

e la sua risurrezione gloriosa

ci offrisse una grande speranza.

Dinanzi a chi lo tosava non volle belare lamento,

ma con voce profetica disse:

«Tra poco vedrete il Figlio dell’uomo

assiso alla destra di Dio».

Con il suo sacrificio, o Padre, a te riconcilia i tuoi figli

e, nella sua divina potenza, ci reca il tuo stesso perdono.

Tutti i segni delle profezie antiche

oggi per noi si avverano in Cristo.

Ecco: in questa notte beata

la colonna di fuoco risplende

e guida i redenti alle acque che danno salvezza.

Vi si immerge il Maligno e vi affoga,

ma il popolo del Signore, salvo e libero, ne risale.

Per Adamo siamo nati alla morte;

ora, generati dall’acqua e dallo Spirito Santo,

per Cristo rinasciamo alla vita.

Sciogliamo il nostro volontario digiuno:

Cristo, nostro agnello pasquale,

viene immolato per noi.

Il suo Corpo è nutrimento vitale,

il suo Sangue è inebriante bevanda;

l’unico sangue che non contamina,

ma dona salvezza immortale a chi lo riceve.

Mangiamo questo pane senza fermento,

memori che non di solo pane vive l’uomo

ma di ogni parola che viene da Dio.

Questo pane disceso dal cielo

vale più assai della manna,

piovuta dall’alto come feconda rugiada.

Essa sfamava Israele,

ma non lo strappava alla morte.

Chi invece di questo Corpo si ciba,

conquista la vita perenne.

Ecco: ogni culto antico tramonta,

tutto per noi ridiventa nuovo.

Il coltello del rito mosaico si è smussato.

Il popolo di Cristo non subisce ferita,

ma, segnato dal crisma, riceve un Battesimo santo.

Questa notte dobbiamo attendere in veglia

che il nostro Salvatore risorga.

Teniamo dunque le fiaccole accese

come fecero le vergini prudenti;

l’indugio potrebbe attardare l’incontro

con il Signore che viene.

Certamente verrà e in un batter di ciglio,

come il lampo improvviso

che guizza da un estremo all’altro del cielo.

Lo svolgersi di questa veglia santa

tutto abbraccia il mistero della nostra salvezza;

nella rapida corsa di un’unica notte

si avverano preannunci e fatti profetici di vari millenni.

Come la stella, guida dei Magi,

ci precede questo lume acceso nella sera.

Si attende poi l’annuncio

della risurrezione di Cristo

che il sacerdote con apostolica voce

a tutti proclama.

E come l’onda fuggente del Giordano

consacrata dal Signore immerso,

ecco, per arcano disegno,

l’acqua fa nascere a vita nuova.

Infine, perché tutto il mistero si compia,

il popolo dei credenti si nutre di Cristo.

Per le preghiere e i meriti santi

di Ambrogio, sacerdote sommo e vescovo nostro,

la clemenza del Padre celeste

c’introduca nel giorno del Signore risorto.

A lui onore e gloria nei secoli dei secoli.

R/. Amen.